# 库德奇
库德奇（Kudchi），是印度卡纳塔克邦Belgaum县的一个城镇。总人口19852（2001年）。

## 人口
该地2001年总人口19852人，其中男性10319人，女性9533人；0—6岁人口3079人，其中男1607人，女1472人；识字率53.19%，其中男性为59.52%，女性为46.34%。